# Lac San Rafael (Chili)
Le lac San Rafael est un lac côtier situé dans la région Aisén del General Carlos Ibáñez del Campo, au Chili.
Il a une superficie de 123 km2 et se trouve à l'intérieur du parc national Laguna San Rafael. Au nord, la lagune est reliée au canal Moraleda à travers plusieurs golfes et détroits. Au sud et à l'est il est limité par l'isthme d'Ofqui et la péninsule de Taitao. Au sud de la lagune se trouve le champ de glace Nord de Patagonie.
Le lac est d'origine glaciaire, puisqu'il se forma à la suite du recul du glacier San Rafael, à la source du champ de glace Nord de Patagonie. C'est une destination touristique importante : plusieurs navires font le trajet quotidiennement depuis Puerto Chacabuco et Puerto Montt jusqu'aux environs de la lagune pour permettre aux visiteurs de contempler la beauté des environs et de voir les morceaux de glace se détacher du glacier. Depuis l'ouverture d'une route depuis Puerto Rio Tranquillo, l'accès est également possible via la Valle Exploradores.
Le lac San Rafael fait partie de la réserve de biosphère « Laguna San Rafael et El Guayaneco » reconnue en 1979 par l'Unesco.